# Columbus Short
Columus Keith Short, Jr. (Kansas City, 19 de Setembro de 1982) é um ator e coreógrafo norte-americano mais conhecido pelo papel de DJ Williams no filme Stomp the Yard (2007), além de ter coreografado para Britney Spears.

## Vida pessoal
Em março de 2014, Short foi detido após ferir gravemente um homem durante uma discussão num restaurante. Em janeiro de 2019, ele contou que foi abusado sexualmente por uma babá na infância e comentou que viu um paralelo com R. Kelly, que também foi molestado por uma irmã mais velha quando criança.

## Filmografia

### Cinema
- You Got Served (2004-2006) como um extra
- War of the Worlds (2005) como War of the Worlds Soldier
- Accepted (2006) como Hands
- Save the Last Dance 2 (2006) como Miles Sultana
- Stomp the Yard (2007) como DJ Williams
- This Christmas (2007) como Claude Whitfield
- Quarantine (2008) como Wilensky
- Cadillac Records (2008) como Little Walter
- Whiteout (2009) como Delfy
- Armored (2009) como Ty Hackett
- Death at a Funeral (2010) com Jeff
- Stomp the Yard 2: Homecoming (2010) como DJ Williams
- Os Perdedores (2010) como Linwood "Pooch" Porteous
- Remember Me: The Mahalia Jackson Story (2022) como Martin Luther King Jr.

### Televisão
- That's So Raven como Tre (Um membro da banda Boyz N Motion)
- Judging Amy como Thomas McNab
- ER como Loose
- Studio 60 on the Sunset Strip como Darius Hawthorne
- Scandal como Harrison Wright